# Kibernetski kriminal
Kibernetski kriminal oz. računalniška kriminaliteta, računalniški kriminal, je kaznivo dejanje ali prekršek storjen s pomočjo komunikacijskih naprav v omrežju, ki vključuje računalnik in omrežje. Računalnik je morda uporabljen pri izvršitvi kaznivega dejanja, ali pa je lahko le cilj. Debarati Halder in K. Jaishankar opredelita računalniško kriminaliteto: "so dejanja, ki so storjena zoper posameznike ali skupine posameznikov z motivom kaznivega dejanja z namenom škodovanja ugledu žrtve ali povzročitev duševne škode z neposredno ali posredno uporabo sodobnih telekomunikacijskih omrežij, kot je internet (klepetalnice, e-pošto, oglasne deske) in mobilnih telefonov (SMS / MMS) " Takšna kazniva dejanja lahko ogrozijo nacionalno varnost in finančno stabilnost. Tovrstna kazniva dejanja so postala odmevna, zlasti tista, ki opisujejo vdore v sistem, kršitev avtorskih pravic, otroško pornografijo... Obstajajo tudi težave zasebnosti, ko se zaupne informacije prestrežene ali razkrite, zakonito ali kako drugače. Debarati Halder in K. Jaishankar nadalje opredelita računalniški kriminal z vidika spola "računalniški kriminal nad ženskami", kot "Zločini usmerjeni proti ženskam z motivom, da namerno psihično škodujejo žrtvi z uporabo sodobnih telekomunikacijskih omrežij, kot sta internet in mobilna telefonija". Na mednarodni ravni, tako vladne in nevladne organizacije sodelujejo v boju proti računalniški kriminaliteti in preganjajo vohunjenje, finančne kraje in druga čezmejna kazniva dejanja. Prečkanje mednarodne meje in vključevanje interesov vsaj ene države se včasih označuje kot kibernetska vojna.

## Splošno
Mednarodno priznana označba je kibernetski kriminal (cybercrime) in je priznana v večini evropskih držav, v severni Ameriki, prav tako pa tudi v južni Afriki in na Japonskem. Sprejeta je bila na konvenciji o kibernetskem kriminalu, ki je potekala 1. julija 2004.
Kljub temu, da je izraz kibernetski kriminal po navadi omejen za opisovanje kriminalne aktivnosti, v kateri je računalnik ali omrežje kot tako bistven element kriminala, izraz opisuje tudi tradicionalni kriminal v katerem so računalniki n omrežja uporabljeni za protizkonite značilnosti.
Primeri kibernetskega kriminala, ki so povzročeni s pomočjo računalnika ali omrežja so tudi vohunjenje, nazakonito kopiranje, oz. predvsem tiste dejavnosti, ki potekajo preko peer-to-peer omrežij.
Primer kibernetskega kriminala, v katerem sta računalnik ali omrežje tarča kriminalne aktivnosti, so tudi nepooblaščen dostop, druga slabonamerna dejanja ter zanikanje napadov na računalnike.
Primeri kibernetskega kriminala, ki so povzročeni s pomočjo računalnika ali omrežja, so tudi tatvine v povezavi s servisnimi storitvami, bolj specifično so to telekomunikacijske in določene finančne prevare.
Primeri tradicionalnega kriminala, ki so povzročeni v povezavi z računalniki in omrežji, so npr. prevare 419 ali ostale lahkoverne in socialne prevare, kot so hekanje, kraja identitete, otroška pornografija, internetno kartanje, itd. Kibernetski kriminal je torej primer tradicionalnega kriminala (nadlegovanja), ki je dobil novo obliko predvsem s pospešitvijo skozi računalniška omrežja.
Nekatere  druge oblike kriminala vključujoč trgovske skrivnosti in industrijske ter ekonomske špijonaže, so v povezavi z računalniki in omrežji, včasih smatrane kot kibernetski kriminal.
Kibernetski kriminal v kontekstu naionalne varnosti lahko vključuje hekanje, tradicionalno špijonažo, pridobivanje specifičnih informacij in podobne aktivnosti.
Ena od zadnjih raziskav je pokazal, da je v Britaniji vsakih 10 sekund registriran primer kibernetskega kriminala. V letu 2006 so bili računalniški goljufi sposobni udariti kar 3.24 milijonov krat.
Nekatra dejanja izvedena na medmrežju, so celo presegla primerjavo z realnim svetom. V glavnem pa strokovnjaki verjamejo da 90 % kibernetskega kriminala ostane neprijavljenega.

## Kibernetska kriminologija
Neologizem kibernetske kriminologije je v povečani meri v uporabi da opisuje območje študija za kriminologijo, medtem ko pa moramo to ločiti od študija kibernetskih forenzikov.